# Агеев, Хайретдин Рафикович
Хайретди́н Ра́фикович Аге́ев (1827—1913) — российский религиозный и общественный деятель. Имам-хатыб Московской мечети и глава московской мусульманской общины. Старший ахун. Переводчик при Оружейной палате Московского Кремля, консультант по переводу Корана на русский язык. Военный имам. Почётный гражданин.

## Биография
Родился в 1827 году в семье Рафика Бекбулатовича Агеева, имам-хатыба (1833—1867) Московской соборной мечети и преподавателя медресе при мечети, являвшегося представителем известного рода московских имамов.
Окончил казанское Апанаевское медресе, где наряду с мусульманским богословием изучал арабскую литературу, историю тюркских народов, математику и русский язык. В общей сложности Агеев овладел восемью языками (европейскими и восточными). После окончания медресе продолжительное время был преподавателем шариата и татарского языка в кадетских корпусах.
В 1867 году сменил своего отца, сам став имамом-хатыбом мечети и главой московской мусульманской общины. Наряду с исполнением религиозных обязанностей и преподавательской деятельностью в медресе при мечети Агеев также был «московским гражданским и военным имамом» и занимался духовно-проповеднической работой среди военнослужащих-мусульман, проходивших военную службу на территории Москвы и Московской губернии, как и являлся учителем веры во 2-й московской военной гимназии и Александровском военном училище.
Являлся постоянным переводчиком при Оружейной палате Московского Кремля. Ему принадлежит ряд переводов памятников арабской культуры, в числе которых стихотворная надпись персидского поэта Гассана-Кази  “Нет храбрее, чем Али, нет меча, кроме Зульфикара” начертанная на поступившем в 1810 году в Оружейную палату меча, отождествляемого с Зульфикаром праведного халифа Али ибн Абу Талиба. За проделанную работу император Александр II наградил Агеева бриллиантовым перстнем. А во время приезда в мае 1873 года в Москву персидского шаха Насер эд-Дина Агеев сопровождал его в экскурсии по Оружейной палате.
Был одним из консультантов последнего издания перевода Корана с французского на русский язык, сделанного К. Николаевым. Ф. А. Асадуллин по этому поводу отмечал: «Перевод К. Николаева, имевший бесспорные литературные достоинства, был выполнен не с оригинала, а с французского перевода, что потребовало у Х. Агеева значительных усилий для исправления многих смысловых неточностей. К мнению просвещенного ахуна прислушивались многие учёные-востоковеды, царские чиновники, занимавшиеся исламом, а также такие деятели по просвещению инородцев, как Н. И. Ильминский, ведущий идеолог русификаторской политики в отношении российских мусульман»..

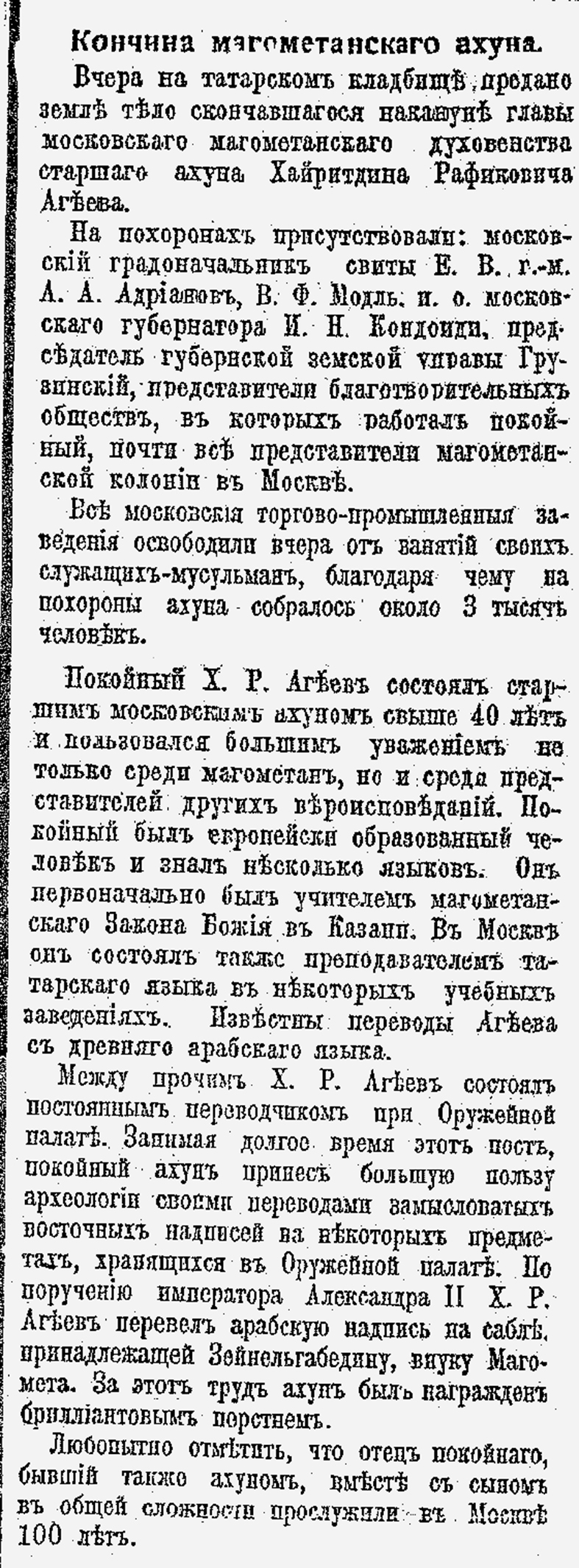
Некролог в газете «Утро России» за 26.02.1913

Умер 24 февраля 1913 года в Москве. О его кончине сообщили многие газеты как Санкт-Петербурга, так и Москвы. На похоронах Агеева на Даниловском мусульманском кладбище присутствовало порядка 3 тысяч человек, включая таких известных людей, как градоначальник Москвы А. А. Адрианов, исполняющий обязанности московского губернатора В. Г. Кондоиди и председатель Московской губернской земской управы А. Е. Грузинов. В одном из некрологов отмечалось, что для участия в похоронах «Все московские торгово-промышленные заведения освободили от занятий своих служащих-мусульман».
Преемником Агеева на должности имам-хатыба Московской мечети стал его зять Абдулла Хасанович Шамсутдинов. (1878—1936). Таким образом династия имамов Агеевых-Шамсутдиновых возглавляла московских мусульман более 120 лет.

## Семья
У Хайретдина Агеева было четверо детей: три дочери — Зухра, Махира, Рабига и сын Ахмед-Гирей. Трое последних породнились с детьми касимовского учителя богословия Хасана Шамсутдинова, старший из которых, Абдулла Шамсутдинов, стал преемником Х. Агеева на посту имама мечети и был им до 1936 года, до своего ареста.